# Московская фондовая биржа
Клиринговый центр МФБ (ранее организация называлась «Московская фондовая биржа», сокр. МФБ) — биржа, действовавшая до 27 июня 2013 года. В 2013 году велась деятельность по организации торгов прекращена и клиринговая деятельность стала основным направлением работы. Входит в НП РТС. В 2020 переименована в НКО-ЦК "Клиринговый центр МФБ" (АО), а затем 24 июня 2022 в НКО-ЦК "СПБ Клиринг" (АО).

## История

### Биржа (1997—2009)
МФБ входила в тройку ведущих российских фондовых бирж после ММВБ и РТС и являлась крупнейшей товарной биржей России. В состав акционеров МФБ входят более 100 российских компаний. За 13 лет активной деятельности МФБ удалось стать одной из ведущих биржевых площадок товарного и фондового рынка РФ, которую предпочли крупнейшие российские компании:
- АФК «Система»;
- ЗАО «ФосАгро АГ»;
- ЗАО «ЕВРОЦЕМЕНТ груп»;
- ОАО «Уралкалий»;
- ОАО «Сильвинит»;
- ООО ТД «Мечел»;
- ОАО ТД «УРАЛХИМ».

В рамках деятельности по организации торгов ценными бумагами биржа предоставляет услуги по организации и проведению:
- первичного размещения ценных бумаг;
- вторичных торгов ценными бумагами;
- предоставлению официальной информации и аналитических материалов по итогам биржевых торгов[5].

Осуществляя деятельность в качестве товарно-сырьевой биржи, МФБ организует торги по следующим товарным группам:
- сельскохозяйственная продукция (зерно, сахар, масло, мясо);
- энергоносители (уголь);
- чёрные металлы (арматурный прокат, катанка);
- строительные материалы (цемент);
- минеральное сырье (апатитовый концентрат);
- продукция химической промышленности (удобрения и их составляющие);
- Фармацевтическая продукция (фармацевтические субстанции, биологически активные добавки, изделия медицинского назначения);
- Лес и лесоматериалы (пиломатериалы, фанера, древесные плиты, древесина;
- необработанная, кругляк);
- промышленное оборудование и комплектующие (краны).

Биржа аккредитована при Департаменте города Москвы по конкурентной политике в качестве специализированной организации по проведению конкурсов и аукционов по Государственному заказу города Москвы с правом работы на первом и втором уровнях. Биржа является членом Московской торгово-промышленной палаты (МТПП), Российского биржевого союза (РБС) и Ассоциации развития финансовых коммуникаций и отношений с инвесторами (АРФИ).

### Открытое акционерное общество (2009—2013)
5 ноября 2009 года — реорганизация в открытое акционерное общество.

### Клиринговый центр МФБ (2013—н.в.)
22 июля 2013 года зарегистрирована новая редакция устава общества и новое фирменное наименование общества — «Клиринговый центр МФБ».